# Midden-Duits voetbalkampioenschap 1913/14
In 1912/13 werd het dertiende voetbalkampioenschap gespeeld dat georganiseerd werd door de Midden-Duitse voetbalbond. De reorganisatie van het voorgaande jaar werd ongedaan gemaakt en opnieuw mochten alle regionale kampioenen die bij de bond aangesloten waren deelnemen.
SpVgg 1899 Leipzig-Lindenau werd kampioen en plaatste zich zo voor de eindronde om de Duitse landstitel, waar de club in de eerste ronde verloor van SpVgg Fürth. Als titelverdediger was VfB Leipzig ook geplaatst. VfB versloeg SV Prussia-Samland Königsberg en Duisburger SpV alvorens zich opnieuw voor de finale te plaatsen. SpVgg Fürth hield de club van een vierde landstitel en won met 3-2 na verlengingen.

## Deelnemers aan de eindronde
| Club                                 | Gekwalificeerd als            |
| ------------------------------------ | ----------------------------- |
| Cöthener FC 02                       | Kampioen van Anhalt           |
| Torgauer Sportfreunde                | Kampioen van Elbe-Elster      |
| Concordia Schneeberg                 | Kampioen van Erzgebirge       |
| Falkensteiner BC                     | Kampioen van Goltzschtal      |
| Germania Halberstadt                 | Kampioen van Harz             |
| VfB 1909 Eisleben                    | Kampioen van Kyffhauser       |
| FuCC Cricket-Viktoria 1897 Magdeburg | Kampioen van Midden-Elbe      |
| Riesaer SV                           | Kampioen van Midden-Saksen    |
| SC Erfurt 1895                       | Kampioen van Noord-Thüringen  |
| SpVgg 1899 Leipzig-Lindenau          | Kampioen van Noordwest-Saksen |
| SV Budissa Bautzen                   | Kampioen van Opper-Lausitz    |
| Dresdner Fußballring                 | Kampioen van Oost-Saksen      |
| SC Weimar                            | Kampioen van Oost-Thüringen   |
| Hallescher FC Wacker                 | Kampioen van Saale            |
| Hohenzollern Weißenfels              | Kampioen van Saale-Elster     |
| Konkordia Plauen                     | Kampioen van Vogtland         |
| Zwickauer SC                         | Kampioen van West-Saksen      |
| SC Meiningen                         | Kampioen van West-Thüringen   |
| Chemnitzer BC                        | Kampioen van Zuidwest-Saksen  |
| FC 1907 Coburg                       | Kampioen van Zuid-Thüringen   |
| VfB Leipzig                          | Titelverdediger               |

## Eindronde

### Voorronde
|               |                             |       |            |                             |
| 22 maart 1914 | SpVgg 1899 Leipzig-Lindenau | 7 - 0 | Riesaer SV | Sportfreunde-Platz, Leipzig |
| 22 maart 1914 |                             |       |            | Sportfreunde-Platz, Leipzig |

|               |               |        |                      |                     |
| 22 maart 1914 | Chemnitzer BC | 14 - 0 | Concordia Schneeberg | CSC-Platz, Chemnitz |
| 22 maart 1914 |               |        |                      | CSC-Platz, Chemnitz |

|               |                |        |                   |                        |
| 22 maart 1914 | SC Erfurt 1895 | 14 - 0 | VfB 1909 Eisleben | Borussia-Platz, Erfurt |
| 22 maart 1914 |                |        |                   | Borussia-Platz, Erfurt |

|               |                      |        |                       |                        |
| 22 maart 1914 | Hallescher FC Wacker | 11 - 1 | Torgauer Sportfreunde | Britannia-Platz, Halle |
| 22 maart 1914 |                      |        |                       | Britannia-Platz, Halle |

|               |                |       |              |                  |
| 22 maart 1914 | FC 1907 Coburg | 9 - 1 | SC Meiningen | 07-Platz, Coburg |
| 22 maart 1914 |                |       |              | 07-Platz, Coburg |

|               |                         |       |                |                           |
| 22 maart 1914 | Hohenzollern Weißenfels | 2 - 1 | SC 1903 Weimar | Preußen-Platz, Weißenfels |
| 22 maart 1914 |                         |       |                | Preußen-Platz, Weißenfels |

|               |              |           |                  |                   |
| 22 maart 1914 | Zwickauer SC | 2 - 1 (1) | Konkordia Plauen | SC-Platz, Zwickau |
| 22 maart 1914 |              |           |                  | SC-Platz, Zwickau |

|               |                  |       |             |          |
| 22 maart 1914 | Falkensteiner BC | 0 - 9 | VfB Leipzig | Auerbach |
| 22 maart 1914 |                  |       |             | Auerbach |

|               |                |       |                      |                  |
| 22 maart 1914 | Cöthener FC 02 | 7 - 0 | Germania Halberstadt | TC-Platz, Cöthen |
| 22 maart 1914 |                |       |                      | TC-Platz, Cöthen |

Dresdner Fußballring, Cricket-Viktoria Magdeburg en Budissa Bautzen hadden een bye. 
(1): Zwickau stelde een niet-speelgerechtigde speler op, er werd begin april beslist, toen Zwickau al uitgeschakeld was in de 1/8ste finale dat Konkordia Plauen de overwinning toegewezen kreeg. De club ging dan zonder in de 1/8ste finale aan te treden naar de kwartfinale

### 1/8 finale
|               |                         |        |             |                                |
| 29 maart 1914 | Hohenzollern Weißenfels | 0 - 11 | VfB Leipzig | Hohenzollern-Platz, Weißenfels |
| 29 maart 1914 |                         |        |             | Hohenzollern-Platz, Weißenfels |

|               |                      |       |                |      |
| 29 maart 1914 | Hallescher FC Wacker | 8 - 1 | FC 1907 Coburg | Jena |
| 29 maart 1914 |                      |       |                | Jena |

|               |               |       |              |          |
| 29 maart 1914 | Chemnitzer BC | 2 - 0 | Zwickauer SC | Glauchau |
| 29 maart 1914 |               |       |              | Glauchau |

|               |                |       |                             |                         |
| 29 maart 1914 | SC Erfurt 1895 | 1 - 5 | SpVgg 1899 Leipzig-Lindenau | Britannia-Platz, Erfurt |
| 29 maart 1914 |                |       |                             | Britannia-Platz, Erfurt |

|               |                                 |       |                |                     |
| 29 maart 1914 | FuCC Cricket-Viktoria Magdeburg | 6 - 2 | Cöthener FC 02 | SC-Platz, Magdeburg |
| 29 maart 1914 |                                 |       |                | SC-Platz, Magdeburg |

|               |                      |       |                    |                          |
| 29 maart 1914 | Dresdner Fußballring | 4 - 0 | SV Budissa Bautzen | Guts-Muts-Platz, Dresden |
| 29 maart 1914 |                      |       |                    | Guts-Muts-Platz, Dresden |

Konkordia Plauen kreeg een bye.

### Kwartfinale
|              |                  |       |             |                   |
| 5 april 1914 | Konkordia Plauen | 2 - 4 | VfB Leipzig | VFC-Platz, Plauen |
| 5 april 1914 |                  |       |             | VFC-Platz, Plauen |

|              |                      |       |                                 |                           |
| 5 april 1914 | Hallescher FC Wacker | 2 - 1 | FuCC Cricket-Viktoria Magdeburg | Hohenzollern-Platz, Halle |
| 5 april 1914 |                      |       |                                 | Hohenzollern-Platz, Halle |

|              |                      |              |               |                    |
| 5 april 1914 | Dresdner Fußballring | 1 - 2 (n.v.) | Chemnitzer BC | DSC-Platz, Dresden |
| 5 april 1914 |                      |              |               | DSC-Platz, Dresden |

SpVgg Leipzig-Lindenau had een bye. 

### Halve finale
|               |             |       |                      |                      |
| 19 april 1914 | VfB Leipzig | 3 - 0 | Hallescher FC Wacker | SpVgg-Platz, Leipzig |
| 19 april 1914 |             |       |                      | SpVgg-Platz, Leipzig |

|               |               |       |                             |                       |
| 19 april 1914 | Chemnitzer BC | 2 - 6 | SpVgg 1899 Leipzig-Lindenau | Sturm-Platz, Chemnitz |
| 19 april 1914 |               |       |                             | Sturm-Platz, Chemnitz |

### Finale
|               |                             |       |             |                             |
| 26 april 1914 | SpVgg 1899 Leipzig-Lindenau | 2 - 1 | VfB Leipzig | Sportfreunde-Platz, Leipzig |
| 26 april 1914 |                             |       |             | Sportfreunde-Platz, Leipzig |